# Brandy Alexander
Il Brandy Alexander è un cocktail ufficiale IBA, che fino al 2011 aveva preso il posto del celebre Alexander. Nell'ultima codifica la ricetta è cambiata (diventando 3 cl Brandy, 3 cl crema di cacao scura e 3 cl crema di latte).

## Composizione
- 3 cl brandy
- 3 cl crema cacao scura
- 3 cl crema di latte

## Preparazione
Porre tutti gli ingredienti in uno shaker con cubetti di ghiaccio, scuotere energicamente e servire in una coppetta da cocktail ghiacciata. Completare con una spolverata di noce moscata.